# Sint Anthonygasthuis (Bolsward)
Het Sint Anthonygasthuis is een monumentaal pand in Bolsward in de Nederlandse provincie Friesland.

## Geschiedenis
Het gasthuis werd in de 15e eeuw gesticht. Na de bouw van het armhuis Hendrik Nanneshof in 1522 werd het als het rijke gasthuis aangeduid. In de 17e eeuw proveniershuis. In 1778-1784 kwam er naar ontwerp van Jan Nooteboom een nieuw gebouw in Lodewijk XIV-stijl met een middenrisaliet. Het houtsnijwerk in de voogdenkamer en van het fronton op de uitbouw van de achtergevel werd vervaardigd door Hermannus Berkebijl. De tegellambriseringen met bloemstukken in de gangen zijn in 1779 gemaakt door de Bolswarder kleibakkerij. Rond de tuin aan de achterzijde kwamen meerdere uitbreidingen tot stand. In 1867 werd naar ontwerp van Louis Levoir het Klein Gasthuis gebouwd. In 1874 ontstonden naar plannen van H.Bouma de Tuinkamers (Nieuwmarkt 28-36). In 1907 werd naar ontwerp van J. Dijkstra acht woningen van het Streekje (Nieuwmarkt 35-49) gebouwd. Het hoofdgebouw werd in 1958 verbouwd tot appartementen.

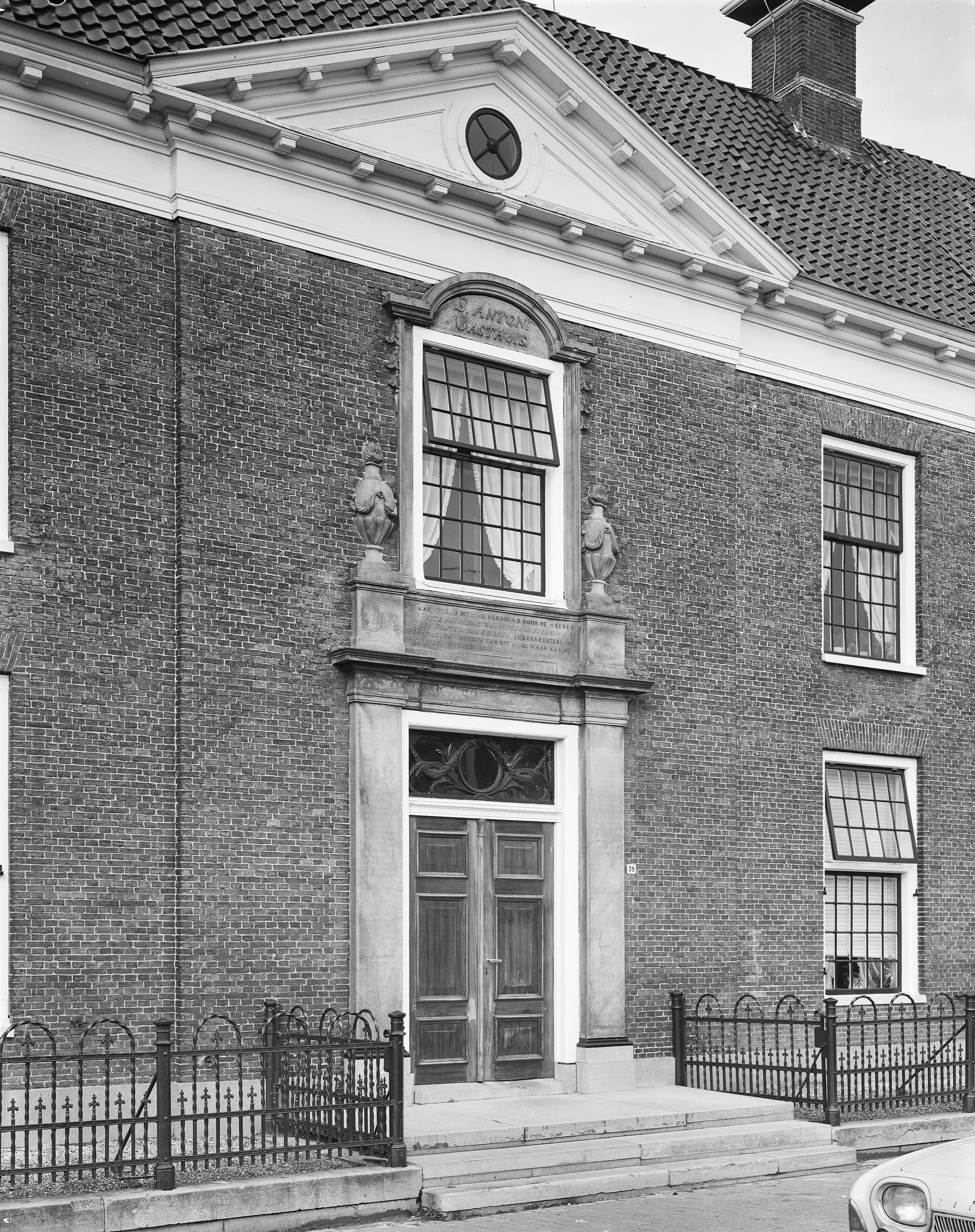
Middenpartij voorgevel